# Senatska palača, Rim
Senatska palača (italijanskoː Palazzo dei Senatori) je ena izmed palač v Rimu, ki leži na Kapitolskem trgu.
Današnjo zgradbo so zgradili v 13. stoletju, na starih ruševinah Tabularija, ki ga je zgradil konzul Kvint Lutacij Catulo leta 78 pred Kr. Tabularij je bil neke vrste državni arhiv antičnega Rima, v njem so hranili plošče iz brona, na katerih so bili zapisani zakoni in odloki. Sedanje pročelje je delo Girolama Railnaldija, po načrtu Giacoma della Porta.   Danes je Senatska palača sedež rimskega župana. Zgradbi dominira osredni stolp, Torre Capitulina, ki ga je leta 1579 zgradil Martino Longhi. Na njegovem vrhu je kip boginje Minerve, kasneje boginje Roma, in pozlačen križ. Stolpna ura bila do leta 1806 na pročelju cerkve Santa Maria D'Aracoelli. 
Drugi dve sosednji palači na Kapitolskem trgu sta  Muzejska in Konservatorska palača.